# Euphorbia guachanca
Euphorbia guachanca là một loài thực vật có hoa trong họ Đại kích. Loài này được Azara mô tả khoa học đầu tiên năm 1809.